# Morieux
Morieux korábbi község Franciaországban, Côtes-d’Armor megyében. Lakosainak száma 1022 fő (2018. január 1.). Morieux Hillion, Andel, Coëtmieux és Planguenoual községekkel határos.
2019. január 1-jén Lamballe és Planguenoual korábbi községgel egyesült és az így létrejött Lamballe-Armor új község része lett..

## Népesség
A település népességének változása:
| Lakosok száma | 482  | 505  | 615  | 765  | 836  | 948  | 960  | 1026 | 1002 | 1022 |
|               | 1968 | 1975 | 1982 | 1999 | 2006 | 2011 | 2013 | 2016 | 2017 | 2018 |